# Lluís de França (duc de Bretanya)
Lluís de França (francès: Louis de France)  (Versalles, 8 de gener de 1707 - Versalles, 8 de març de 1712) Príncep de França amb el tractament d'altesa reial que ostentà el títol de duc de Bretanya des del seu naixement.
Nascut al Palau de Versalles el dia 8 de gener de 1707 essent fill del príncep Lluís de França i de la princesa Maria Adelaida de Savoia. Mentre per via paterna era net del Lluís de França i de la princesa Maria Anna de Baviera; per línia materna ho era del rei Víctor Amadeu II de Savoia i de la princesa Lluïsa Elisabet d'Orleans. El duc de Bretanya era besnet del rei Lluís XIV de França.

## Mort
El duc de Bretanya morí a Versalles a l'edat de cinc anys, el dia 8 de març de 1712.  Els seus pares van contreure el xarampió a principis de 1712. La seva mare va morir primer el 12 de febrer de 1712 a Versalles i pocs dies després, el  18 de febrer de 1712, va morir el seu pare. A la mort del seu pare, Luis es va convertir en dofí i hereu del seu besavi Lluís XIV de França ja que com una tècnica de tractament contra el xarampió, els metges li practicaven sagnies i el jove dofí va morir dessagnat. El seu germà Luis, duc d'Anjou, li va succeir en el títol i posteriorment es va convertir en el rei de França, com Luis XV.
Hom el considera hereu presumible al tron francès des del 18 de febrer fins a la seva mort, el dia 8 de març.
La seva mare fou Maria Adelaida de Savoia (1685-1712).

## Genealogia
|  |  |  |  | Lluís XIV de França | Lluís XIV de França | Lluís XIV de França | Lluís XIV de França | Lluís XIV de França         | Lluís XIV de França         |                             |                             | Maria Teresa d'Austria      | Maria Teresa d'Austria      | Maria Teresa d'Austria      | Maria Teresa d'Austria      | Maria Teresa d'Austria         | Maria Teresa d'Austria         |                                |                                |                                |                                |                          |                          |                          |                          |                    |                    |                    |                    |  |  |
|  |  |  |  | Lluís XIV de França | Lluís XIV de França | Lluís XIV de França | Lluís XIV de França | Lluís XIV de França         | Lluís XIV de França         |                             |                             | Maria Teresa d'Austria      | Maria Teresa d'Austria      | Maria Teresa d'Austria      | Maria Teresa d'Austria      | Maria Teresa d'Austria         | Maria Teresa d'Austria         |                                |                                |                                |                                |                          |                          |                          |                          |                    |                    |                    |                    |  |  |
|  |  |  |  |                     |                     |                     |                     |                             |                             |                             |                             |                             |                             |                             |                             |                                |                                |                                |                                |                                |                                |                          |                          |                          |                          |                    |                    |                    |                    |  |  |
|  |  |  |  |                     |                     |                     |                     | Lluís de França (1661-1711) | Lluís de França (1661-1711) | Lluís de França (1661-1711) | Lluís de França (1661-1711) | Lluís de França (1661-1711) | Lluís de França (1661-1711) |                             |                             | Maria Anna Cristina de Baviera | Maria Anna Cristina de Baviera | Maria Anna Cristina de Baviera | Maria Anna Cristina de Baviera | Maria Anna Cristina de Baviera | Maria Anna Cristina de Baviera |                          |                          |                          |                          |                    |                    |                    |                    |  |  |
|  |  |  |  |                     |                     |                     |                     | Lluís de França (1661-1711) | Lluís de França (1661-1711) | Lluís de França (1661-1711) | Lluís de França (1661-1711) | Lluís de França (1661-1711) | Lluís de França (1661-1711) |                             |                             | Maria Anna Cristina de Baviera | Maria Anna Cristina de Baviera | Maria Anna Cristina de Baviera | Maria Anna Cristina de Baviera | Maria Anna Cristina de Baviera | Maria Anna Cristina de Baviera |                          |                          |                          |                          |                    |                    |                    |                    |  |  |
|  |  |  |  |                     |                     |                     |                     |                             |                             |                             |                             |                             |                             |                             |                             |                                |                                |                                |                                |                                |                                |                          |                          |                          |                          |                    |                    |                    |                    |  |  |
|  |  |  |  |                     |                     |                     |                     |                             |                             |                             |                             | Lluís de França (1682-1712) | Lluís de França (1682-1712) | Lluís de França (1682-1712) | Lluís de França (1682-1712) | Lluís de França (1682-1712)    | Lluís de França (1682-1712)    |                                |                                | Maria Adelaida de Savoia       | Maria Adelaida de Savoia       | Maria Adelaida de Savoia | Maria Adelaida de Savoia | Maria Adelaida de Savoia | Maria Adelaida de Savoia |                    |                    |                    |                    |  |  |
|  |  |  |  |                     |                     |                     |                     |                             |                             |                             |                             | Lluís de França (1682-1712) | Lluís de França (1682-1712) | Lluís de França (1682-1712) | Lluís de França (1682-1712) | Lluís de França (1682-1712)    | Lluís de França (1682-1712)    |                                |                                | Maria Adelaida de Savoia       | Maria Adelaida de Savoia       | Maria Adelaida de Savoia | Maria Adelaida de Savoia | Maria Adelaida de Savoia | Maria Adelaida de Savoia |                    |                    |                    |                    |  |  |
|  |  |  |  |                     |                     |                     |                     |                             |                             |                             |                             |                             |                             |                             |                             |                                |                                |                                |                                |                                |                                |                          |                          |                          |                          |                    |                    |                    |                    |  |  |
|  |  |  |  |                     |                     |                     |                     |                             |                             |                             |                             |                             |                             |                             |                             |                                |                                |                                |                                |                                |                                |                          |                          |                          |                          |                    |                    |                    |                    |  |  |
|  |  |  |  |                     |                     |                     |                     | Lluís de França (1704-1705) | Lluís de França (1704-1705) | Lluís de França (1704-1705) | Lluís de França (1704-1705) | Lluís de França (1704-1705) | Lluís de França (1704-1705) |                             |                             | Lluís de França (1707-1712)    | Lluís de França (1707-1712)    | Lluís de França (1707-1712)    | Lluís de França (1707-1712)    | Lluís de França (1707-1712)    | Lluís de França (1707-1712)    |                          |                          | Lluís XV de França       | Lluís XV de França       | Lluís XV de França | Lluís XV de França | Lluís XV de França | Lluís XV de França |  |  |